# Улица 77 Гвардейской дивизии
Улица 77 Гвардейской дивизии (укр. Вулиця 77 Гвардійської дивізії) — часть  проспекта Левка Лукьяненко (с 2024 года) и бывшая улица в Деснянском районе города Чернигова. Пролегала от пересечения проспектов Михаила Грушевского (улицы 1 Мая) и Левка Лукьяненко (улицы Рокоссовского) до пересечения улиц Героев Чернобыля и Волонтёров, районы Бобровицкий жилой массив, Яловщина.
В издании «Атлас туриста Чернігів» (ДНВП «Картографія», 2013) указано название улица 77-й Гвардейской Стрелковой Дивизии (укр. Вулиця 77-ї Гвардійської Стрілецької дивізії).
Служит продлением в западном направлении улицы Рокоссовского, далее улицу 77 Гвардейской Дивизии продлевает улица Героев Чернобыля. 
Примыкают улицы Сосновая, Проектный переулок, Киевская, Яловщина (Жуковского).
По старому названию Проектная улица именовалась остановка общественного транспорта,  расположенная на данной улице; ныне называется «ТЦ «Вена»».

## История
Улица Проектная была проложена от улицы Седневская (сейчас парная сторона занята застройкой улицы Рокоссовского) до улицы Киевская. 
В 1980-е годы при развитии инфраструктуры города, улица была продлена: через лесопарк Яловщина — от Киевской до 2-го переулка Ворошилова (сейчас улица Волонтёров). В 1980-е годы улица Проектная стала участком нового троллейбусного маршрута № 10, который связал крайние северный и северо-восточный районы ЗАЗ и Бобровицу.
Непарная сторону улицы занимал участок совхоза «Деснянский» (с 18.03.1996 КСП «Фирма «Цветы Чернигова») с теплицами. 8 октября 2005 года на данном участке был открыт первый строительный гипермаркет Чернигова «Вена». Также на данном участке был построен крупнейший в городе ТРЦ «Голливуд», открытие которого состоялось 4 сентября 2015 года
По просьбе ветеранов, проживающих в Чернигове, 23 ноября 2010 года улица Проектная переименована на улица 77 Гвардейской дивизии, согласно Решению Черниговского городского совета (городской глава А. В. Соколов) 48 сессии 8 созыва «Про переименование улиц города» («Про перейменування вулиць міста»). Улица получила современное название — в честь 77-й гвардейской стрелковой дивизии, которая в период Великой Отечественной войны участвовала в освобождении Чернигова. В день освобождения города — 21 сентября в 4 утра дивизия вступила в Яловщину, где сейчас пролегает современная улица.  
19 декабря 2016 года улица 77 Гвардейской дивизии стала участком нового троллейбусного маршрута № 11, который связал крайние западный и северо-восточный районы Масаны и Бобровицу.
10 июля 2024 года улица и её застройка была присоединена к проспекту Левка Лукьяненко с изменением нумерации жилых домов, согласно Решению Черниговского городского совета № 41/VIII-7 «Про переименование улиц в городе Чернигове» («Про перейменування вулиць у м. Чернігові»). 

## Застройка
Начало улицы парная сторона занята усадебной застройкой, непарная сторона — нежилой застройкой (торговые центры). Далее между улицами Киевская и Волонтёров улица проходит по региональному ландшафтному парку Яловщина. 
Учреждения:
1. дом № 1 — строительный гипермаркет «Вена»
2. дом № 1 В — ТРЦ «Голливуд»
3. дом № 7  — Черниговский городской центр туристическо-оздоровительной и воспитательной работы с детьми и молодёжью